# Leavesden Studios

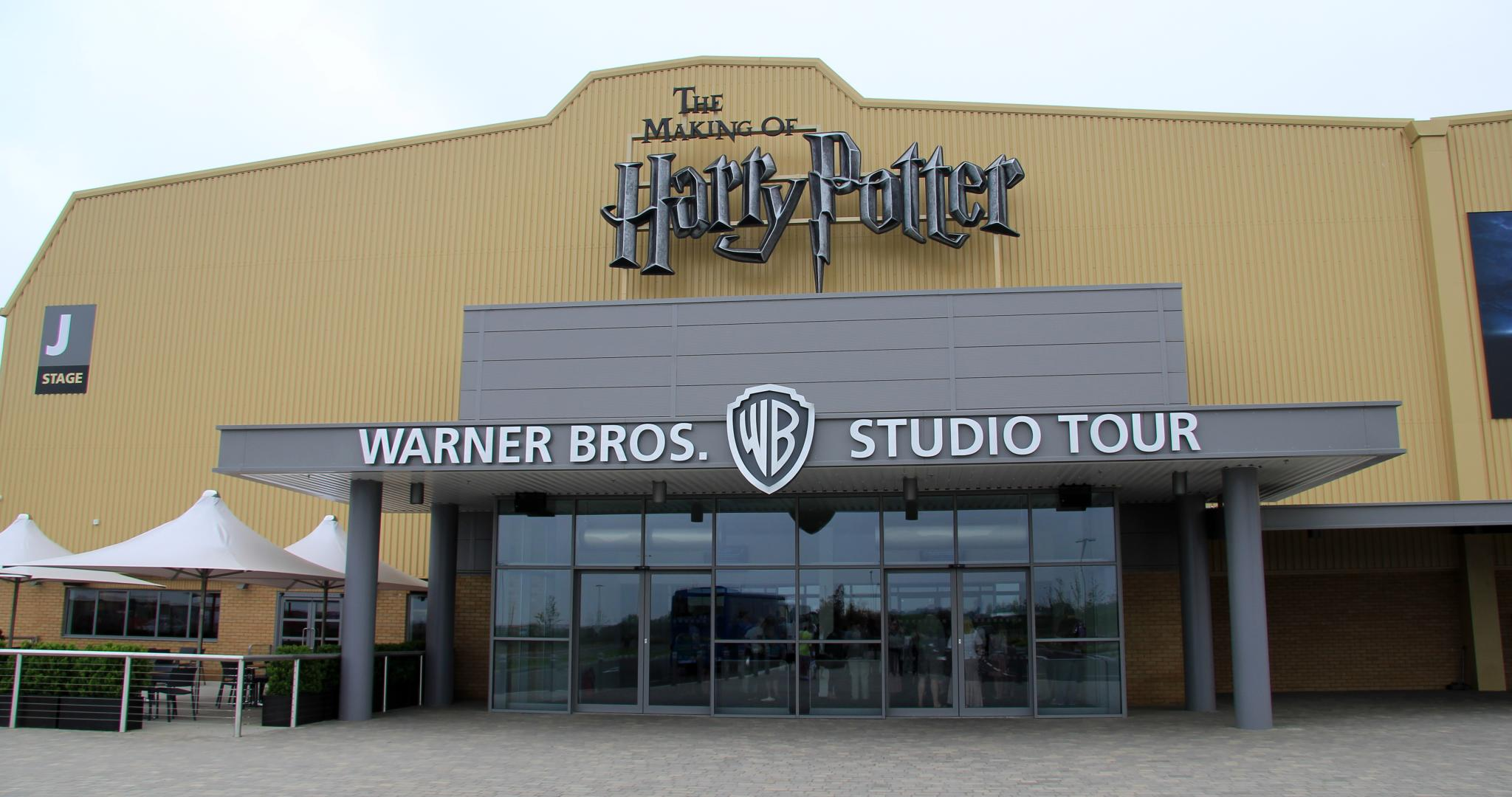
Ingang van het gebouw

Leavesden Studios is een groot filmcomplex nabij het dorp Watford in Hertfordshire, Groot-Brittannië. Het complex is gebouwd op de plaats waar in de Tweede Wereldoorlog een vliegtuigfabriek (Leavesden Aerodrome) en later een Rolls Royce-fabriek gevestigd was.
Leavesden is een van de weinige locaties in Groot-Brittannië waar grootschalige filmproducties kunnen worden gedraaid. Het studiocomplex heeft een oppervlakte van ca. 50.000 m² en omvat filmsets, podia, kantoorruimten en bijgebouwen. Verder wordt het geheel omringd door een terrein van ruim dertig hectare voor buitenscènes.
De James Bondfilm GoldenEye was in 1995 de eerste grote productie die in Leavesden werd gedraaid. Er werd gebruikgemaakt van Leavesden omdat de traditioneel gebruikte Pinewood Studios volgeboekt waren voor andere producties. De hangars werden hierbij omgebouwd tot permanente filmstudio.
Onder andere de volgende films werden opgenomen in de Leavesden Studios:
- Mortal Kombat: Annihilation (1997)
- Star Wars: Episode I: The Phantom Menace (1999)
- Sleepy Hollow (2000)
- Harry Potter and the Philosopher's Stone (2001)
- Harry Potter and the Chamber of Secrets (2002)
- Harry Potter and the Prisoner of Azkaban (2004)
- Harry Potter and the Goblet of Fire (2005)
- Harry Potter and the Order of the Phoenix (2007)
- Harry Potter and the Half-Blood Prince (2008)
- The Dark Knight (2008)
- Harry Potter and the Deathly Hallows Part I (2009/2010)
- Harry Potter and the Deathly Hallows Part II (2009/2010)
- Inception (2010)
- Cats (2019)

## Museum
Na de opnamen van de laatste Harry Potter-film heeft Warner Bros. de studio's gekocht en er een museum over de Harry Potter-films van gemaakt. Onder andere de Zweinsteinexpres, de Grote Zaal, de Wegisweg en veel andere onderdelen uit de films staan er tentoongesteld. Hoe de speciale effecten zijn gemaakt, wordt ook uitgelegd.

## Trivia
- In het extra materiaal dat als toegift op zowel de dvd van GoldenEye als die van Harry Potter and the Order of the Phoenix staat, zijn de Leavesden Studios uitgebreid te zien.